# Окулово (Кирилловский район)
Окулово — деревня в Кирилловском районе Вологодской области.
Входит в состав Ферапонтовского сельского поселения, с точки зрения административно-территориального деления — в Ферапонтовский сельсовет.
Расстояние по автодороге до районного центра Кириллова — 29 км, до центра муниципального образования Ферапонтово — 6 км. Ближайшие населённые пункты — Евсюнино, Филиппово, Лесово.
По переписи 2002 года население — 20 человек (8 мужчин, 12 женщин). Преобладающая национальность — русские (95 %).